# 金鍾秀

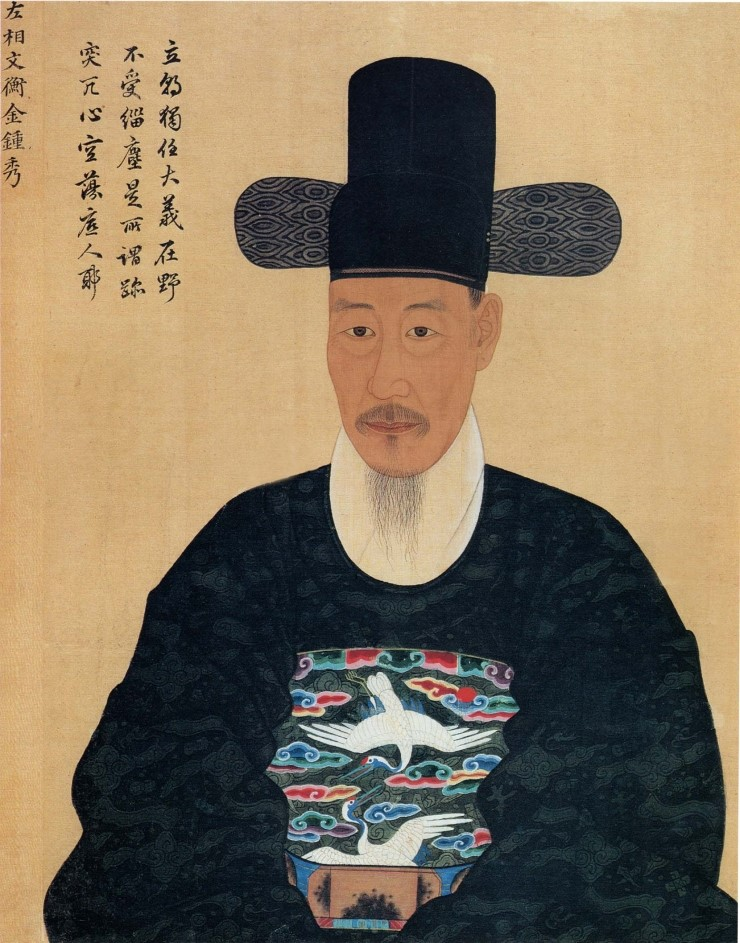
金鍾秀

金鍾秀（：／，1728年—1799年1月7日）字定夫，號夢梧，又号眞率，本貫清風金氏。朝鮮王朝后期政治家及思想家，性理學者兼實學者。朝鮮正祖的世孫時期的老师之一。諡號文忠。

## 著作
- 夢梧集
- 文臣節制綱目